# Орловская печать
Орловская печать — способ однопрогонной многокрасочной печати, изобретённый Иваном Ивановичем Орловым в 1890—1891 годах и используемый главным образом при изготовлении ценных бумаг и денежных знаков.
При таком способе печати производится высокоточное совмещение красок, что приводит к идеальной приводке линий, напечатанных разными красками; внешне это выглядит как одна линия, имеющая по своей длине до нескольких резких, чётких границ смены цвета. При обычной офсетной печати каждый цвет наносится со своей формы, и полного совпадения форм достичь невозможно, поэтому между цветами получается либо просвет, либо наложение. При орловской печати краска с нескольких шаблонов (цветоделённых форм) передается на сводный вал, затем переносится на одну сборную печатную форму (клише), с которой далее уже производится печать. При этом за один прогон листа на него переносится многокрасочный оттиск без каких-либо перекосов, наложений, смещений или разрывов.
В России орловская печать впервые была применена в 1894 году при изготовлении кредитных билетов номиналом 25 рублей.
В 1897—1899 годах орловская печать была защищена патентами в России, Германии, Великобритании и др.